# Сулость
Сулость — село Ростовского района Ярославской области, входит в состав сельского поселения Семибратово. 

## География
Расположено близ берега озера Неро в 14 км на юг от центра поселения посёлка Семибратово и в 10 км на восток от Ростова.

## История

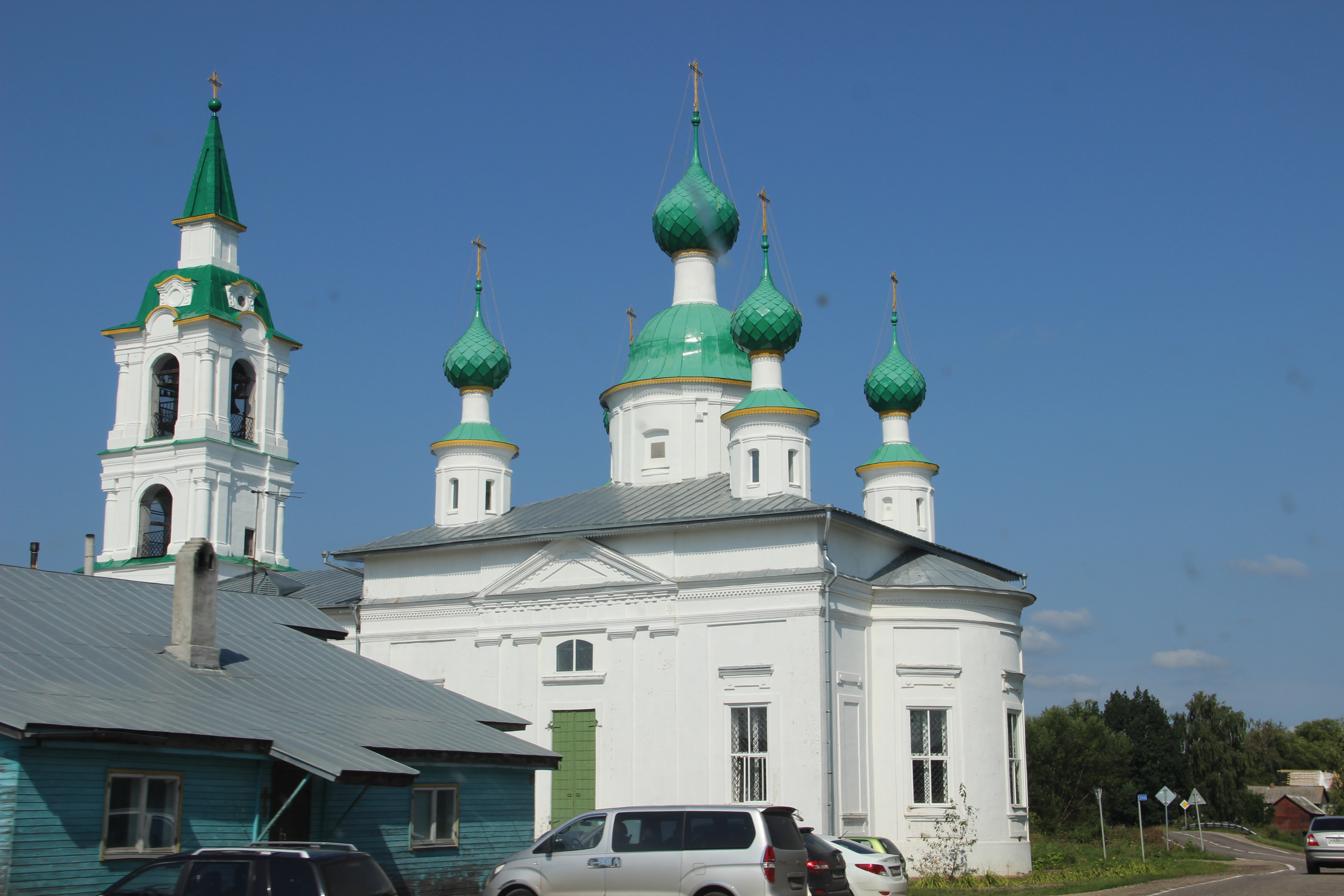
Церковь Андрея Стратилата в Сулости

В XIV веке местность, где ныне расположилось село, принадлежало великому князю Димитрию Донскому. Бывая здесь наездами в детстве он жил в княжеском тереме, специально выстроенному по случаю приездов знатной особы. Построен был и деревянный храм (по преданию, ещё юный Димитрий крестился именно в этой церкви). Позже в этом тереме жила дочь князя - София. Несколько деревянных храмов сменилось на этом месте по причине ветхости. В 1604 году Сулостью владел ростовский князь Иван Иванович Лобанов, а в конце XVII века - князь Ф. Буйносов. С XVIII века село прнадлежало княжескому роду Голицыных.
Каменный пятиглавый храм Андрея Стратилата с колокольней строился с 1777 по 1786 год на средства князя Андрея Михайловича Голицына и прихожан. В 1873 году здесь была открыта сельская школа. 
В конце XIX — начале XX вв. село являлось центром Сулостской волости Ростовского уезда Ярославской губернии. В 1885 году в селе было 126 дворов.
С 1929 года село являлось центром Сулостского сельсовета Ростовского района, с 2005 года — в составе сельского поселения Семибратово.

## Население
| 1859 | 1897 | 2007 | 2010 |
| ---- | ---- | ---- | ---- |
| 971  | ↗979 | ↘154 | ↘142 |

## Инфраструктура
В селе имеются фельдшерско-акушерский пункт, отделение почтовой связи.

## Достопримечательности
В селе расположена действующая церковь Андрея Стратилата (1786).

## Известные уроженцы и жители
- Сулоцкий, Александр Иванович (1812, Сулость — 3 [16] мая 1884, Омск) — протоиерей Русской православной церкви, историк, краевед, видный исследователь сибирской старины. Родился в Сулости в семье бедного причетника.